# Enhofen (Ettenstatt)
Enhofen ist ein Gemeindeteil der Gemeinde Ettenstatt im Landkreis Weißenburg-Gunzenhausen (Mittelfranken, Bayern). Enhofen liegt in der Gemarkung Ettenstatt.

## Lage
Das Dorf liegt nordwestlich von Ettenstatt und ist fast damit zusammengebaut. Größere Orte in der Umgebung sind Ellingen, Pleinfeld und Weißenburg. Nördlich mündet der Ringelbach in den Felchbach, der westlich an dem Ort vorbeifließt. Östlich befinden sich die Sportplätze von Ettenstatt.

## Bau- und Bodendenkmäler
Westlich des Ortes befindet sich ein Burgstall aus dem Mittelalter. Das einzige Baudenkmal von Enhofen ist ein eingeschossiges Bauernhaus mit Flachsatteldach in Jura-Bauweise aus der Mitte des 19. Jahrhunderts mit der Adresse Enhofen 5. 